# Brittany Bock
Brittany Christine Bock (* 11. April 1987 in Naperville, Illinois) ist eine US-amerikanische Fußballspielerin.

## Karriere

### Verein
Bock begann ihre Profikarriere im Jahr 2009 bei dem WPS-Franchise der Los Angeles Sol, von der sie beim jährlichen College-Draft an fünfter Stelle verpflichtet wurde. In der Folge spielte sie zudem jeweils für eine Saison bei den Ligarivalen Washington Freedom und Western New York Flash, wo sie im Jahr 2011 die WPS-Meisterschaft erringen konnte. Nach der Auflösung der WPS vor der Saison 2012 schloss Bock sich dem W-League-Teilnehmer Colorado Rush an, ehe sie im zweiten Halbjahr 2012 nach Schweden zum Erstligisten Vittsjö GIK wechselte.
Anfang 2013 gab der Sky Blue FC die Verpflichtung Bocks bekannt. Ihr Ligadebüt gab sie am 14. April 2013 gegen Western New York Flash. Zur Folgesaison wechselte Bock zum Ligakonkurrenten Houston Dash. Aufgrund mehrerer Verletzungen kam sie dort in zwei Jahren lediglich zu sechs Ligaeinsätzen und wurde im Oktober 2015 von den Dash freigestellt, woraufhin sie das Franchise der Chicago Red Stars unter Vertrag nahm. Noch vor Saisonbeginn 2016 wurde Bock wieder freigestellt.

### Nationalmannschaft
Bock war Teil der US-amerikanischen Jugendnationalmannschaften in den Altersstufen U-20 und U-23 und nahm an der U-20-Weltmeisterschaft 2006 teil.

## Erfolge
- 2011: WPS-Meisterschaft (Western New York Flash)